# Herbert Sonnenburg
Herbert Sonnenburg (* 18. April 1890 in Königsberg i. Pr.; † 7. Oktober 1966 in Wolfenbüttel) war ein deutscher Generalleutnant der Luftwaffe der Wehrmacht im Zweiten Weltkrieg.

## Leben
Sonnenburg trat am 1. Juli 1909 als Fahnenjunker in das Niedersächsische Feldartillerie-Regiment Nr. 46 der Preußischen Armee ein und wurde am 16. November 1910 zum Leutnant befördert. Nach Beginn des Ersten Weltkrieges wechselte er am 1. November 1914 zur Fliegertruppe und diente als Flugzeugführer in der Feldflieger-Abteilung 59. Anschließend wechselte er am 4. Januar 1916 zum Armeeflugpark Süd und danach zum Stab des Kommandeurs der Flieger Süd. Dort erhielt er am 22. März die Beförderung zum Oberleutnant. Am 31. Dezember übernahm er dann das Amt eines Adjutanten des Kommandeurs der Flieger Heimat und anschließend verschiedene Stabsposten, bevor er am 1. August 1918 die Führung über die Feldflieger-Abteilung 250 übernahm. 
Nach Kriegsende diente er in der Reichswehr im 20. Infanterie-Regiment der 7. Division und wurde am 1. Oktober 1922 zum Hauptmann befördert. 
Nachdem er am 1. Juni 1934 seine Beförderung zum Major erhielt, wechselt er am 8. Oktober 1934 zur neu gegründeten Luftwaffe und übernahm das Amt eines Adjutanten bei der 1. Flieger-Division. Am 12. März 1936 wurde er Gruppenführer der II. Gruppe des Kampfgeschwaders 253 und erhielt am 1. April die Beförderung zum Oberstleutnant. Ab dem 1. Oktober 1937 erhielt er nacheinander die Aufgaben eines Adjutanten im Luftkreiskommando IV, im Luftkreiskommando VI und im Luftgaukommando VI in Münster. Dort erhielt er die Beförderung zum Oberst und wurde am 1. Februar 1939 Fliegerhorstkommandant in Uetersen. Dort führte er zeitgleich das Flieger-Ausbildungs-Regiment 32 und ging dann am 1. Oktober 1940 nach Fürstenfeldbruck um die Luftkriegsschule 4 zu übernehmen, wo er am 1. Juni 1941 zum Generalmajor befördert wurde. Im Jahre 1943 übernahm er Aufgaben im Luftgaukommando Holland, bevor er am 24. Juli 1943 das Generalquartiermeisteramt im Oberkommando der Luftwaffe übernahm. Dort erhielt er am 1. April 1944 die Beförderung zum Generalleutnant. Er geriet am 8. Mai 1945, nach der bedingungslosen Kapitulation der Wehrmacht, in Kriegsgefangenschaft, aus der er am 10. März 1947 wieder entlassen wurde.